# Rafohy
Nữ hoàng Rafohy (1530-1540) là nữ hoàng cai trị Madagascar kế vị mẹ (hoặc theo một số nguồn là chị nuôi của bà) Rangita. Vì sự không thống nhất này trong những câu chuyện truyền miệng dân gian (rằng bà là con hay là em nuôi của nữ hoàng Rangita) nên không thể xác định được ai trong số hai người phụ nữ này chính là mẹ của vị vua kế vị Andriamanelo (ông có thể là con của một trong hai người).